# Irène Choumnaina
Irène Choumnaina ou Irène Choumnaina Paléologine (née en 1292, morte vers 1355 ou vers 1360) est une fille de Nicéphore Choumnos et une religieuse sous le nom d'Eulogie, fondatrice de monastère, abbesse et théologienne.

## Biographie
Irène Choumnaina reçut une excellente éducation littéraire sous la direction de son père et épousa en 1304 le despote Jean Paléologue (v. 1286-1308), fils de l'empereur byzantin Andronic II et de Yolande de Montferrat.
Veuve dès 1308 et sans enfant, elle voulut se faire religieuse sous l'influence de l'évêque de Philadelphie Théoleptos, son directeur de conscience, et prit le voile sous le nom d'Eulogie. Elle consacra une grande partie de sa fortune à établir le monastère du Christ Philanthrope à Constantinople à partir de 1312, et le dirigea jusqu'à sa mort.
Versée en théologie, elle fut un membre actif de la vie intellectuelle de la capitale, entretenant une grande bibliothèque, commissionnant des copies de manuscrits, et correspondant avec les sommités intellectuelles de son temps comme Nicéphore Grégoras. Elle joua un rôle de premier plan dans les querelles religieuses du XIVe siècle. Fidèle au parti Paléologue lors des querelles hésychastes, elle prit notamment position contre les théories palamites soutenues par l'empereur Jean VI Cantacuzène.